# The Three Kisses
The Three Kisses è un cortometraggio muto del 1909 diretto da Edwin S. Porter.

## Produzione
Il film fu prodotto dalla Edison Manufacturing Company.

## Distribuzione
Distribuito dalla Edison Manufacturing Company, il film - un cortometraggio di 170 metri - uscì nelle sale cinematografiche degli Stati Uniti il 29 ottobre 1909. Nelle proiezioni, veniva programmato con il sistema dello split reel, accorpato in un'unica bobina con un altro cortometraggio prodotto dalla Edison, All's Fair in Love.